# Teatro Comunale di Bologna

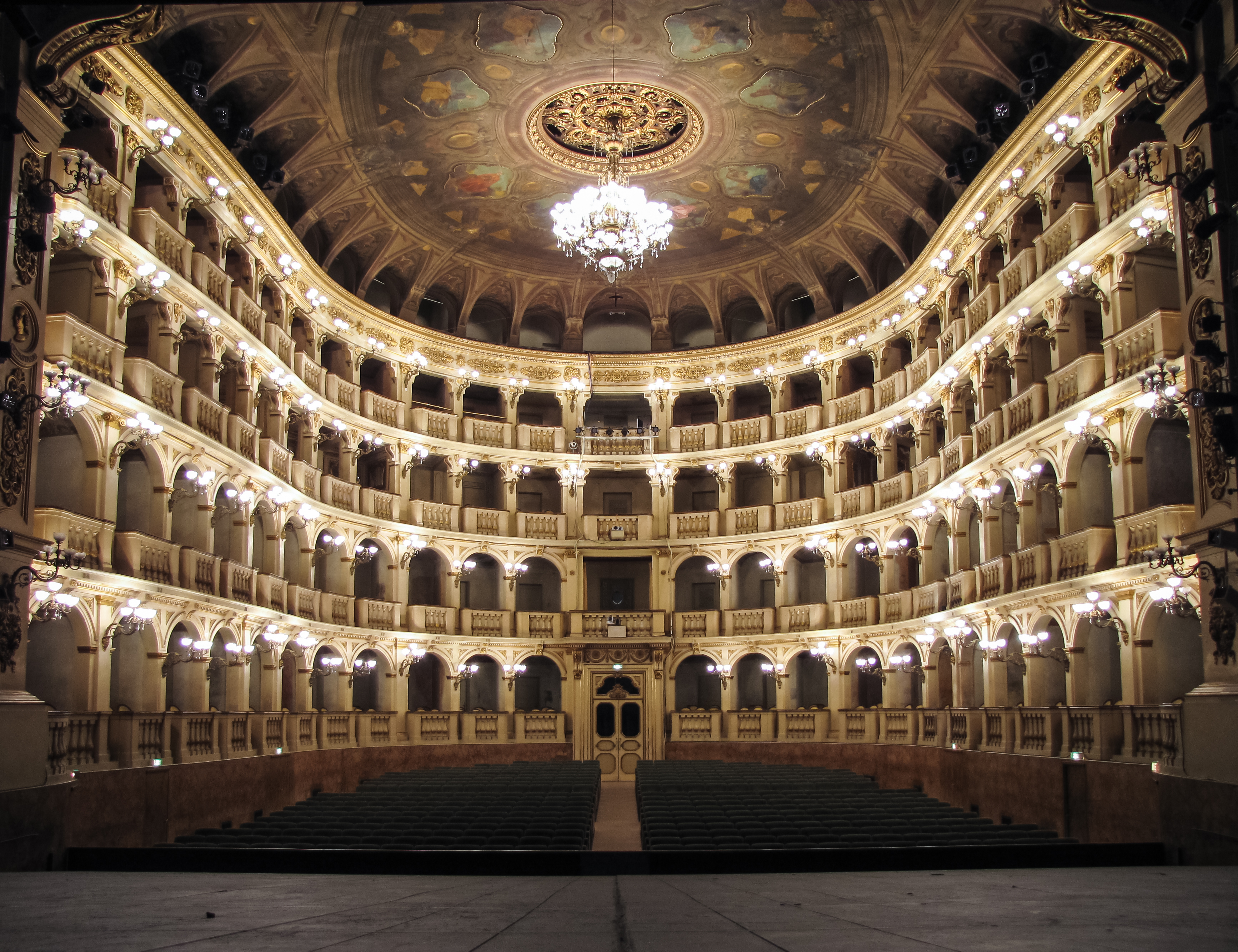
Innenansicht des Teatro Comunale di Bologna

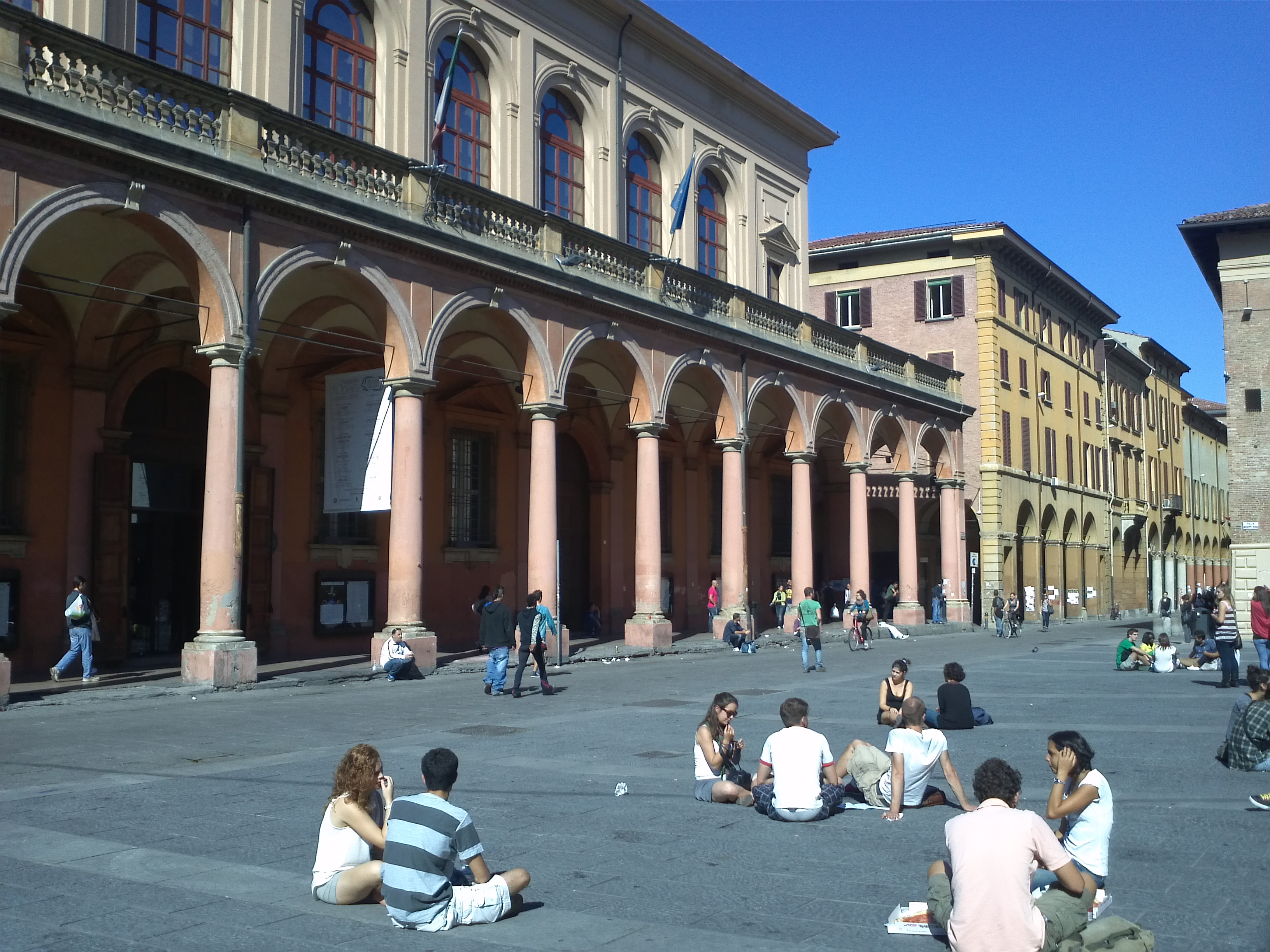
Teatro Comunale di Bologna an der Piazza Giuseppe Verdi

Das Teatro Comunale von Bologna ist das Opernhaus der Stadt Bologna und zugleich eines der wichtigsten Opernhäuser in Italien.
Erste Aufführungen von Opern fanden in Bologna im siebzehnten Jahrhundert statt. Das heutige Gebäude wurde von Antonio Galli da Bibiena errichtet und am 14. Mai 1763 mit Il trionfo di Clelia eröffnet, einem Werk, das Christoph Willibald Gluck für diesen Anlass komponiert hatte.
Vom neunzehnten Jahrhundert an gab es zahlreiche Ur- und Erstaufführungen, darunter Werke von Rossini, Bellini, Giuseppe Verdi sowie auch die italienische Erstaufführung des Lohengrin und des Rienzi von Richard Wagner.
Der hufeisenförmige Saal bietet Platz für 1084 Zuschauer. Eine Besonderheit dieses Hauses ist ein hölzerner Mechanismus, der 1820 eingebaut wurde und mit dem der Saalboden auf Höhe der Bühne angehoben werden kann. Der Mechanismus wurde für Feiern und ähnliche Veranstaltungen genutzt und ist derzeit außer Betrieb, aber noch vollständig erhalten und kann bei Führungen besichtigt werden.

Fotos von Paolo Monti, 1972
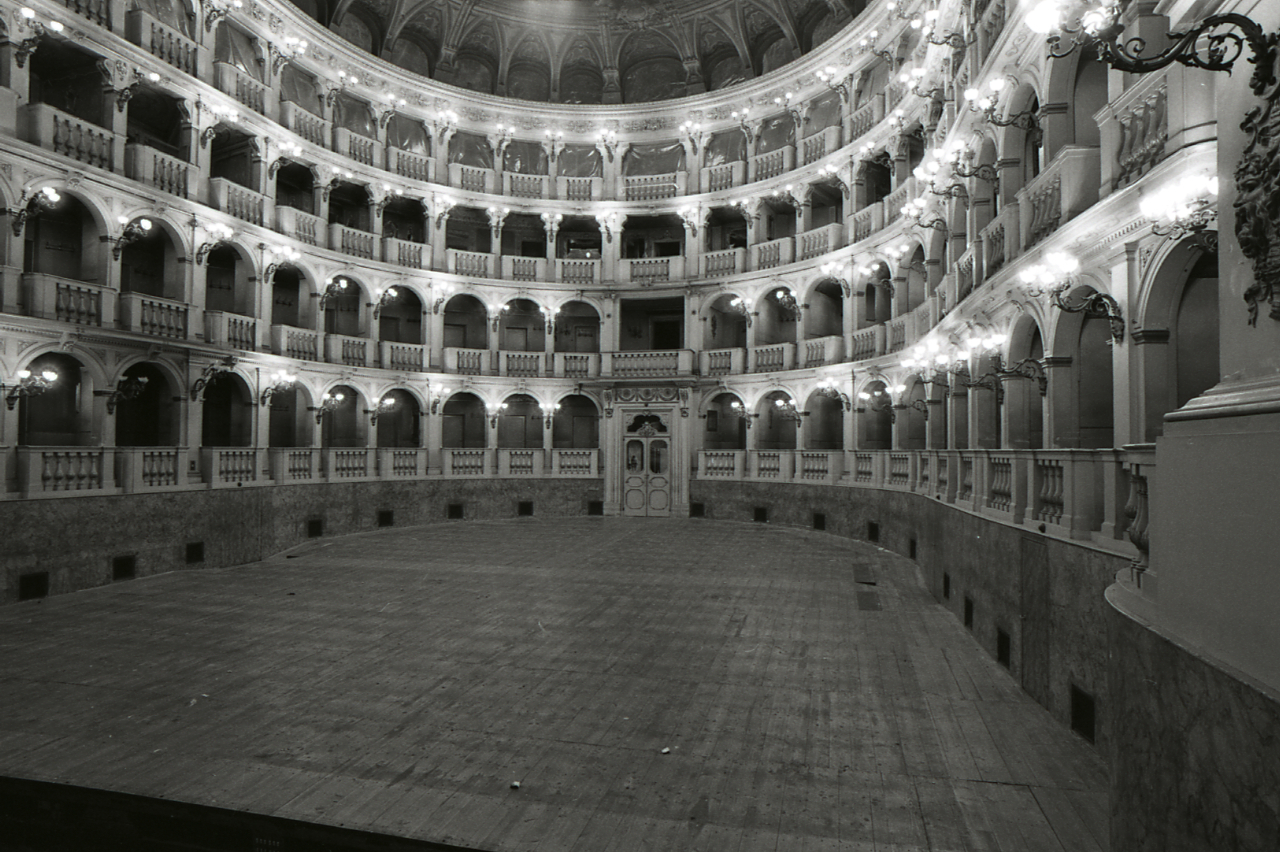
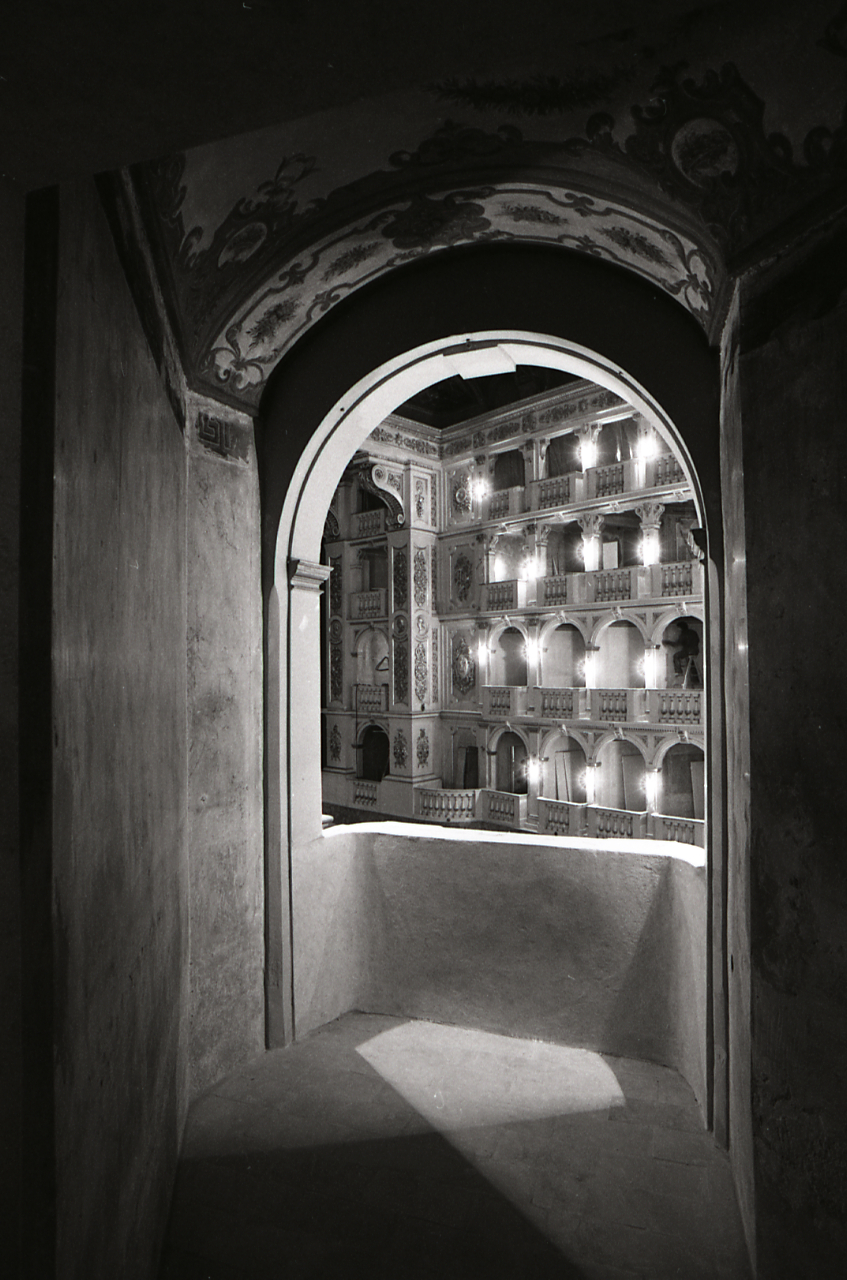
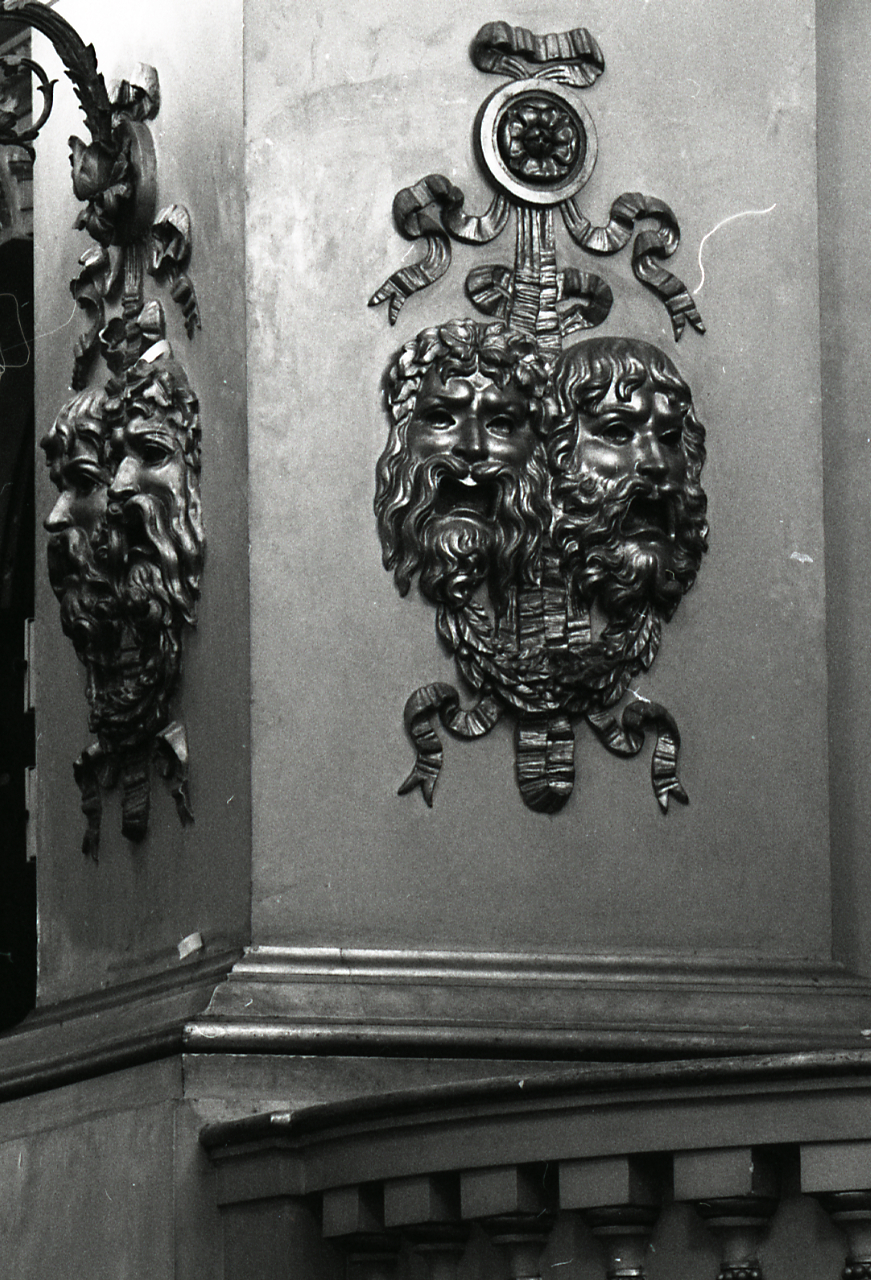
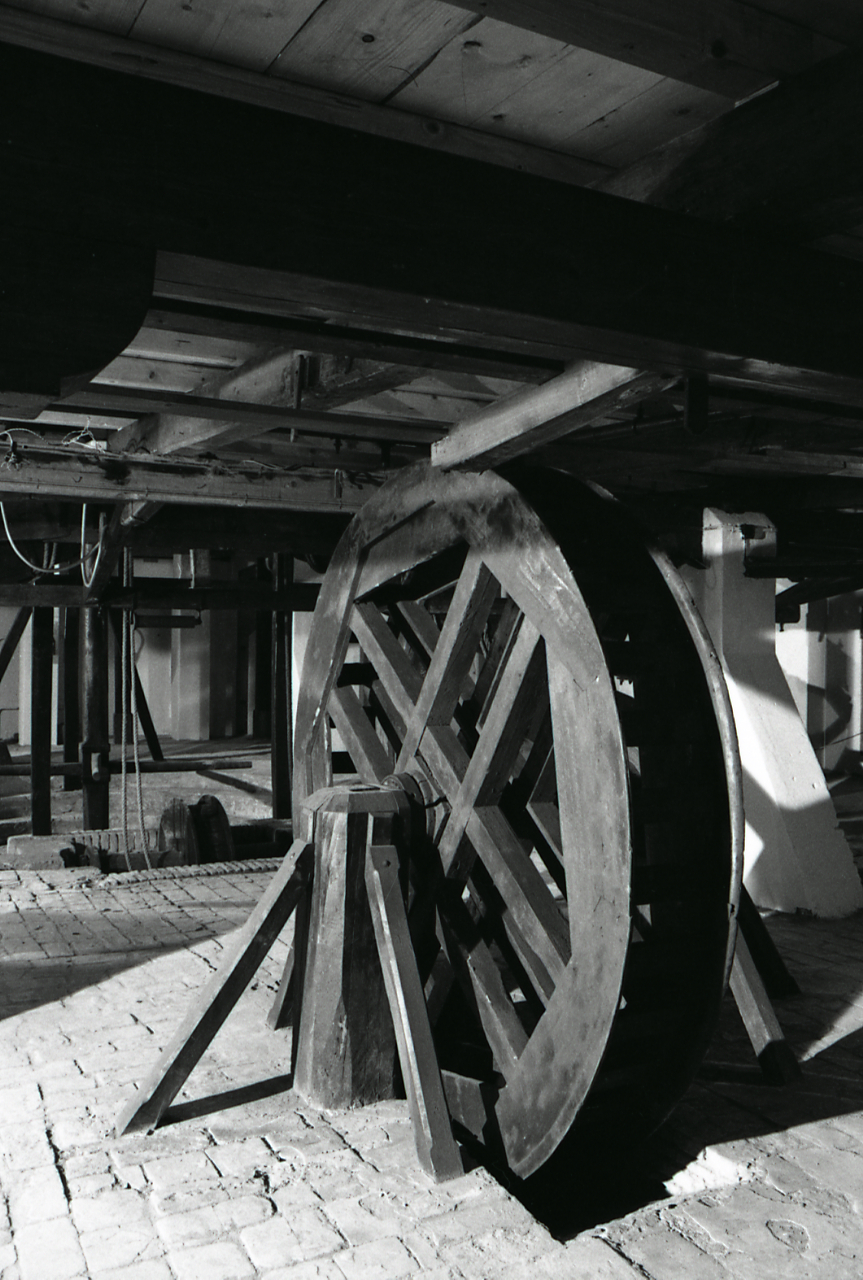
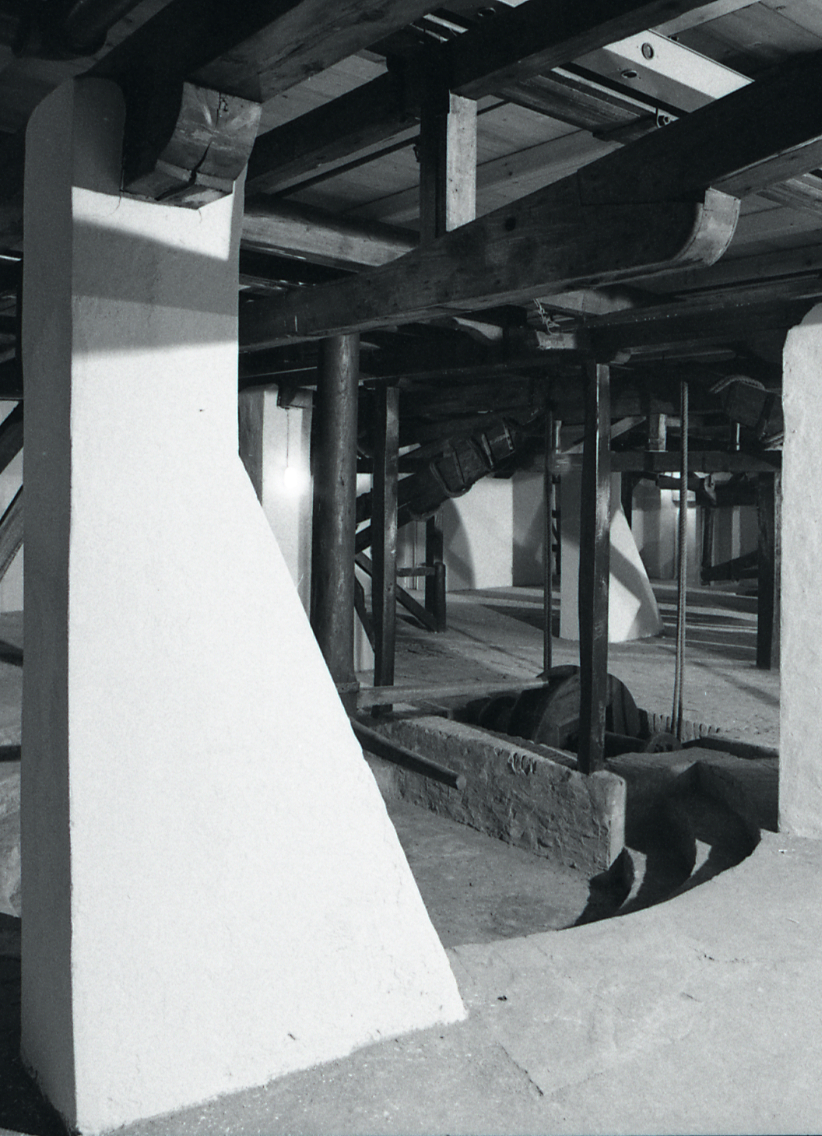